# Ишида Мицунари
Ишида Мицунари (石田 三成, 1559. – 6. новембар 1600) био је јапански самурај и војни командант касног Сенгоку периода. Највише је остао упамћен као главни командант западне војске у бици код Секигахаре током Азучи-Момојама периода. По својој дворској титули познат је и као Џибу-но-Шо (治部少輔).

## Младост
Рођен је северно у провинцији Оми (данашњи град Нагахама, префектура Шига), као други син Ишиде Масацугуа, који је радио за Азаи клан. Његово дечје име било је Сакичи (佐吉) а када је Азаи клан поражен 1573. повукао се из њихове службе. По легенди постао је будистички монах у храму пре него што је прешао да ради за Тојотоми клан али ова верзија догађаја се сматра нетачном и легендом пошто се записи о њом појављују тек током Едо периода.

## Служба под Хидејошијем
По легенди Хидејоши је упознао Мицунарија док је био на једном од својих похода. Како је био летњи дан, Хидејоши је свратио у један храм како би се освежио а монаси су му у помоћ послали једног свог ученика, Мицунарија, који је тада имао 13 година. Мицунари је донео чај и понудио га Хидејошију коју је наискап попио пуну шољу млаке течности. Након тога му је понудио другу шољу, до пола пуну и топлију од претходне. Трећи пут донео му је само мало чаја, где је течност била врела. На овај начин чај су испијале отмене особе које су познавале чајну церемонију. Хидејоши је протумачио дечакову намеру и његову интелигенцију. Прва шоља чаја која је понуђена Хидејошију имала је циљ да утали жеђ, друга да је потпуно угаси а трећа да се у њој ужива. Одушевљен његовим размишљањем Хидејори је дечака одмах примио у службу.
Мицунари је био један од најоданијих Хидејошијевих вазала који је код њега имао сличан положај као и некад Хидејоши код Нобунаге. Њему се приписују велике заслуге што се велика јапанска војска из Кореје вратила у релативно подношљивом стању.
Мада је Мицунари срео Хидејошија он је још увек био млад вођа који је недуго затим постао даимјо Нагахаме. Када је Хидејоши учествовао у кампањи у регији Чугоку, Мицунари му је помагао у нападима на замкове Тотори и Такамацу.
Након што је Хидејоши придобио моћ и постао царски регент, Мицунари, као талентован организатор у финансијским пословима постао је један од челних људи у његовој администрацији. Од 1585. на даље, са својим братом Ишидом Масазумијем био је управитељ Сакаија. Касније је постао један од пет комесара што га чини једним од главних управника Хидејошијеве владе. Касније постаје и даимјо Савајаме у провинцији Оми, земљишта вредног 500.000 кокуа (сада део Хиконе). Његов замак, Савајама, сматрао се једним од најбоље утврђених замкова у том периоду.

## Хидејошијева смрт и битка код Секигахаре
Мицунари је био вођа бирократа у Хидејошијевој влади и био је познат по свом крутом карактеру. По административној важности, он је заузимао положај високог дворског саветника. Иако је имао пуно пријатеља, био је у лошим односима са одређеним даимјоима који су се доказали као одлични ратници, а међу њима су били и Хидејошијеви рођаци попут Фукушиме Масанорија и Като Кијомасе. Након Хидејошијеве смрти односи су се још више погоршали. Главни акценат њиховог конфликта лежао је у питању да ли Токугави Ијејасуу треба веровати да ће подржати власт Тојотоми клана и остати веран наследнику, тада још увек детету, Тојотоми Хидејорију.
Године 1600, избила је битка код Секигахаре као резултат тог конфликта. Мицунари је успео да сакупи војску, коју је поред њега водио Мори Терумото, али је уместо њега победила војска коју је предводио Токугава Ијејасу.

### Смрт
Мицунари је након пораза покушао да побегне али су га ухватили сељаци па је убрзо обезглављен је у Кјоту. Други даимјои западне армије попут Кониши Јукинаге и Анкокуџи Екеија су такође погубљени. Након извршења казне, главе су им, одрубљене од тела, постављене на сто како би их сви људи у Кјоту видели. Остаци су му сахрањени у Санген-ину, малом храму у Даитоку-џију, у Кјоту.
Постоји још једна верзија Мицунаријевог заробљавања и погубљења. Наиме после битке на Секигахари заробљени Мицунари и генерал хришћанске вероиповести Кониши Јукинага одбили су да изврше самоубиство. Јукинаги је вера забрањивала, а Мицунари је изјавио како је извршење самоубиства сувише лако и да жели да се његови противници мало помуче како би га убили. После таквих изјава заробљеници су везани пуштени пред становништво Осаке и Сакаја док су им са вратова висиле дрвене табле на којима је писало да сва одговорност за нарушени мир припад њима. На тај начин били су изложени најразличитијим видовима поруга, вређања и омаложавања, а када је на путу ка месту погубљења Мицунари затражио шољу чаја, неко из групе му је понудио урму. На изненађење присутних Мицунари то одбија уз коментар да му урме сметају при варењу, на шта га је Кониши питао да ли му је то заиста важно будући да ће ускоро бити убијен. Мицунари је под утицајем зен филозофије рекао: "Човек никад није у потпуности сигуран шта ће се догодити следећег момента, па стога све док дише, треба да води рачуна о себи". Заробљеници су затим одведени на реку Камо где су били погубљени.

## Легенда
По теорији / легенди Ијејасу га је поштедео и сакрио због политичких разлога, са једним Токугавиним генералом Сакакибаром Јасумасон где је остарио и умро природном смрћу. Како би захвалио Јасумаси на његовој ћутњи, Мицунари му је наводно поклонио вредно сечиво суноби-танто дуго 31.2 cm добивши надимак Ишида-Садамуне (石田貞宗) и титулу Џујо Бунказаи од јапанске владе.

## Породица
Мицунари је имао три сина, Шигеијеа, Шигенарија и Сакичија, као и три ћерке (зна се само да је име најмлађе било Тацухиме). Након очеве смрти, Шигенари мења презиме у Сугијама како га, као сина пораженог, не би погубили.